# Booza
Booza (in arabo:  بوظة o  الآيس كريم واللبن‎, ossia "gelato al latte"), conosciuto anche come gelato arabo, è un composto cremoso gelato elastico e appiccicoso, a base di latte e zucchero e di mastica (o mastice), una resina vegetale che gli conferisce la caratteristica consistenza gommosa. L'altro usuale e tradizionale ingrediente di questa prelibatezza è il "salep", una farina ricavata dai tuberi essiccati di alcune orchidee, responsabile della sua resistenza allo scioglimento anche nei climi più caldi del mondo arabo. 
Mastica e salep sono tra gli ingredienti primari anche del dondurma, ricetta tradizionale ottomana la cui ricetta fu trafugata da un commerciante siriano e ne derivò così la variante chiamata booza.

## Consumo e cultura
La preparazione del booza è una vera arte. Gli artigiani fanno raffreddare il composto in contenitori cilindrici profondi; quando inizia ad indurirsi, lo staccano dalle pareti e lo battono ripetutamente con un grosso mortaio di legno, finché non è pronto, cioè finché non raggiunge la consistenza gommosa e filante desiderata.